# 勘定口座
勘定口座（かんじょうこうざ）とは、複式簿記における主要簿の一つである総勘定元帳を構成する資産・負債・純資産・収益及び費用の各勘定科目ごとの増減及び発生の記録計算を行う帳簿上の場所をいう。

## 概要
各勘定科目の増減及び差額に影響を与える取引が発生した場合、まず仕訳帳に記録されるが、これらの仕訳内容は最終的に期末の貸借対照表、損益計算書を作成するために、各勘定ごとに期中どれだけ増減したか、そして最終的に差額がいくらになったか、といった内容を把握する必要がある。この勘定ごとの増減及び差額について仕訳帳から転記し、作成した記録が勘定口座であり、これらの各勘定口座を総じて総勘定元帳とよぶ。
仕訳帳から総勘定元帳の各勘定口座への取引要素ごとに記録を書き写す作業を転記とよび、勘定口座の合計・残高を一覧に合計した試算表に集約の後、決算事項の整理（未達取引の補正等）を反映後に貸借対照表と損益計算書として開示される。

## 註書
1. ↑  コトバンク。